# Furry supkultura
Furry fandom je supkultura koju zanimaju izmišljeni antropomorfni likovi životinja s ljudskim ličnostima i karakteristikama. Primjeri antropomorfnih atributa uključuju ljudsku inteligenciju, izraze lica, sposobnost govora, hoda na dvije noge i nošenje odjeće.
Izraz Furry fandom se također koristi kako bi se odnosili na zajednicu ljudi, koji se sastaju na Internetu i na furry konvencije.

## Povijest
Pojam furry fandom se počeo koristiti već 1983 godine, i postao je standardni naziv za žanr sredinom 1990-ih godina, kada je definirano kao "organizirano širenje umjetnosti i proze o 'furryjima', ili izmišljenim antropomorfnim likovima".
Međutim, fanovi smatraju da se subkultura pojavila mnogo ranije, s animiranim radovima, kao što je Kimba Bijeli Lav objavljen 1965. godine, Watership Down, objavljen 1972. godine (i njegova filmska adaptacija 1978.), kao i Disneyjev Robin Hood.  Pojavom interneta 1990-ih godina se stvorila podjela između obožavatelja smiješnih životinjskih likova i furry likova, kako bi se izbjegao rizik, koji je povezan s pojmom "furry".
Furry subkultura je muški dominirana s oko 70 % ispitanika koji se smatraju muškarcima.

## Aktivnosti
Prema istraživanju iz 2008 godine, većina furryja vjeruju da su likovna umjetnost, konvencije, poezija, i on-line zajednica jako važna opstanku fandoma.

### Kostimi - "Fursuit"
Obožavatelji s vještinama stvaranju vlastite plišane igračke, koje ponekad se nazivaju plišanci, ali također izgrađuju i složene kostime pod nazivom "fursuits", koje su nošene za zabavu ili za sudjelovanje u paradama, konvencijama, ples, ili kao pomoć u prikupljanje dobrotvornih donacija (kao izvođači zabavnih točaka). "Fursuiti" su raznoliki u dizajnu, od jednostavnog dizajna i izgleda sličnim sportske maskote do onih sa složenijim funkcijama, koje uključuju pokretnu čeljust i rep i druge značajke. Potpuni kostimi koštaju od 1500 dolara, pa čak i preko 10 000 dolara za modele koji su od kvalitetnijeg materijala i uključuju pokretne dijelove. Iako oko 80 % furryja nemaju kostim, često pozivajući se na visoku cijenu kao odlučujući faktor, većina njih je pozitivna prema fursuiterima i konvencijama u kojima oni sudjeluju. Neki fanovi nose "djelomične" kostime, koji služe kao jeftinija, ali jednako dobra zamjena za puni kostim te se najčešće sastoji samo od uši i rep ili glavu, noge i rep.

### Konvencije
Dovoljan interes i članstvo je omogućilo stvaranje mnogo konvencija u Sjevernoj Americi i Europi. Konvencija je napravljena za to da furryji kupuju i prodaju umjetnička djela, sudjeluju u seminarima, nose kostime i druže se. Najveća konvencija na svijetu je Anthrocon koja s više od 7544 sudionika, svake godine održava u Pittsburghu. Prema procjenama, konvencija je dodala oko 3 milijuna dolara u Pittsburghov proračun u 2008. Druga konvencija, Further Confusion, koja se održava u San Jose, pomno prati Anthrocon u opsegu i posjećenosti. $470,000 je podignuta u konvencijama u dobrotvorne svrhe od 2000-9. Od 2009, taj broj se povećao na oko $300,000 godišnje. 

### Web stranice i online zajednica
Na internetu postoji mnoštvo furry web-stranica i online zajednica, kao što su umjetničke zajednice, Fur Affinity, Inkbunny, SoFurry i Weasyl; socijalne mreže, Furry 4 life, FurNation; i WikiFur, zajednička furry Wikipedia, te, s IRC mrežama FurNet i Anthrochat, čine najveći dio furry subkulture.

## Seksualni aspekt
U usporedbi s ukupnom populacijom, homoseksualnost i biseksualnost u furry fandomu je više predstavljena. U SAD-u, oko 1,8 % ljudi se identificiraju kao biseksualne i 1,7 %, homoseksualne osobe. Za razliku od toga, prema podacima četiri različite ankete 14 – 25 % članova fandoma je izjavilo homoseksualnost, 37 – 52 % biseksualnost, a  28 – 51 % heteroseksualnosti.
Otprilike polovica ispitanika je izjavila da su u vezi, od kojih je 76 % koji su bili u vezi s drugim članom furry-fandoma. Pojam "yiff" ponekad se koristi za označavanje seksualne aktivnosti ili seksualnog materijala u okviru fandoma—to se odnosi na seksualne aktivnosti i interakcije unutar subkulture, bilo to na internetu ili ne.

## Javno mišljenje i masovni mediji
Rane slike furrya u časopisima, kao Wired, Loaded, Vanity Fair, su usmjerene prvenstveno na seksualnom aspektu subkulture. Fikcijski portreti furry subkulture su se pojavili na tv emisijama kao što su AIR, CSI: crime Većina furry-fanova tvrde da ovi mediji stvaraju krivu sliku subkulture, i zahvaljujući tome, najnovija pokrivenost je usmjerena na raskrinkavanje mitova i stereotipa, koji su postali sinonim za furry subkulturu.
Novinar koji je posjetio Anthrocon 2006 je naglasio da "Bez obzira na njihove divlje slike sa Vanity Fair-a, MTV i CSI-a, furry konvencija nije o seksu između čudaka u kostimima lisica", i to da se sudionici konvencije  "ne upuštaju u seks više nego svi ostali", i da je furry konvencija o "ljudima koji se zabavljaju pričanjem i slikanjem životinja i njihovih likova". Prema riječima Iana Vuka, članak iz BBC-a pod nazivom "Tko su furryji?" je bio prvi komad novinarstva, koji je bio nominiran za Ursa Major Award, gdje su glavne nagrade davane na temu antropomorfizma.
Prema anketama, oko pola furry-a je doživjelo javne reakcije na furryje kao negativne; dok je petina izjavila da je javnost reagirala na njih jako negativno. Furryji smatranju da je medijska slika o njima kao "ljudima koji su opsesivni o seksu"  stvorila nepovjerenje prema medijima i društvenim znanstvenicima.

## Socijalni aspekti
Furryji, kao grupa su liberalniji i manje religiozni nego prosječni Amerikanci.
Religija: 54 % koji sebe smatraju ateistima ili agnosticima, 23 % kao kršćani, 4 % kao pogani, a ostatak se identificira s drugim religijama.:16 Oko 70 % odraslih furryja su već završili ili završavaju visoko obrazovanje i spadaju u vrh supkultura po obrazovanju. 60 % furryja imaju interes za elektrotehniku ili IT smjer.
Jedna od najvažnijih univerzalnih dijelova furry supkulture je stvaranje fursone – najčešće antropomorfne životinje. Više od 95 % furryja imaju fursonu. Gotovo polovica kažu da imaju samo jednog lika koji njih predstavlja, dok relativno malo njih imaju više od tri ili četiri fursone; naime, to je zbog činjenice da je za mnoge furryje, njihova fursona duboko povezana za njih, i smislena ideja o svojoj ličnosti. Najpopularnije fursone su: vukovi, lisice, psi, velike mačke i zmajevi. 
Podaci kažu da nema skoro pa nikakve veze između osobina lika i životinjske vrste fursone.:50–74

## Furry supkultura u Hrvatskoj
Furry supkultura je još uvijek tabu tema u Hrvatskoj i ne postoji puno članova, oko 100. Hrvatski furryji imaju svoju stranicu na FurAffinity-u ("CroatianFurs") Dogodili su se manji sastanci članova, no za sada, ne postoji nijedna velika konvencija u Hrvatskoj, niti na Balkanskom poluotoku.